# Bayard (Nebraska)
Bayard – miasto w Stanach Zjednoczonych, w stanie Nebraska, w hrabstwie Morrill.